# Alyogyne hakeifolia
Alyogyne hakeifolia es una especie de planta perteneciente a la familia de las malváceas,  originaria del sur de Australia. La planta es parecida a Hibiscus y fue incluida en este  género durante muchos años.  Ha sido cultivada como planta ornamental en Inglaterra desde el siglo XIX.

## Descripción
Es un arbusto erecto que alcanza hasta los tres metros de altura, Alyogyne hakeifolia está densamente cubierto de hojas finas. La especie es conocida por su rápido crecimiento, especialmente en condiciones favorables. La floración comienza entre mayo y agosto en su hábitat nativo, y se prolonga hasta febrero. Las flores son de color azul, púrpura, o los diferentes tonos de color amarillo crema. Las floraciones  aparecen profusamente después del primer o segundo año. Tienen cinco pétalos grandes que se abren para revelar el centro de color rojo oscuro .

## Taxonomía
La especie fue recolectada por primera vez en 1802 en un lugar en Australia del Sur por Robert Brown, quien se refirió a la planta como Hibiscus filifolius. Fue dibujada por Ferdinand Bauer al mismo tiempo, y más tarde se convirtió en una acuarela. Muchos otros nombres se dieron a la especie, incluyendo Hibiscus hakeifolius, Cienfuegosia hakeifolia, Fugosia hakeifolia,y el sinónimo Alyogyne lilacina.
El nombre actual fue publicado en el Oesterreichische Zeitschrift Botanische ( Revista de Botánica de Austria) por Friedrich Alefeld en 1863, después de la descripción como 'Hakeaefolius' por Ferdinando Giordano en el año 1833. The Botanical Magazine in 1846.
Paul Fryxell, en la revista "Las plantas de Australia" (1966), describió la especie como uno de los dos  géneros únicos en Australia. Junto con Hibiscus huegelii, se trasladó en 1968 a una de las cuatro especies de Alyogyne.

## Distribución
Se encuentra empliamente distribuido en todo al sur oeste de Australia Occidental, Alyogyne hakeifolia también se encuentra más al este de la provincia. La especie tiene preferencia por las ondulantes llanuras de arena roja  o margas rocosas, y también se encuentra en piedra caliza en estas regiones.

## Sinonimia
- Hibiscus hakeifolius Giord. basónimo
- Alyogyne lilacina (Lindl.) Lewton